# Germinal Esgleas
Germinal Esgleas, seudónimo de Josep Esgleas i Jaume (Malgrat de Mar, 5 de octubre de 1903 - Toulouse, 21 de octubre de 1981) fue un anarcosindicalista y anarquista español, compañero (pareja) de Federica Montseny.

## Vida personal y política
Vivió durante su infancia en el protectorado español de Marruecos, donde su padre y su hermano murieron, fruto de una razzia de los cabileños contra los barrios más apartados de Melilla, en represalia contra las campañas militares del ejército español en Marruecos. En 1919 se trasladó con su madre (Rosa Jaume Parareda) al extrarradio de Barcelona, concretamente al Maresme. Allí se dedicó al trabajo de la madera y el textil, y se afilió a la Confederación Nacional del Trabajo (CNT).

### Primeros años
Con 17 años fue nombrado secretario del sindicato de oficios diversos de Calella, y a partir de este momento sería arrestado en numerosas ocasiones. A partir de 1919 empezó a colaborar como propagandista de la CNT y en 1923 se convierte en secretario de la CNT catalana y empieza a ofrecer mítines. Tres años después es detenido junto a Joan Montseny, fundador de la Revista Blanca. Entre 1928 y 1929 ejerce como maestro en una escuela racionalista del sindicato vidriero de Mataró.
En 1930 se une a Federica Montseny, anarcosindicalista y primera mujer ministra en España. Con ella tuvo tres hijos: Vida (1933), Germinal (1938) y Blanca (1942).
Durante los últimos años de la guerra civil española, representó a la CNT en el departamento de economía de la Generalidad de Cataluña y fue delegado por la CNT en el congreso de la Asociación Internacional de los Trabajadores (AIT) en 1938.

### El exilio
El 9 de febrero de 1939 cruzó la frontera hacia Francia. La policía francesa lo interceptó y lo internó en el campo de concentración de Argelès-sur-Mer, y en 1942 en el de Notron. En 1944 un grupo de guerrilleros maquis lo liberó del campo de concentración.
En su época de exilio colaboró en la formación del Movimiento Libertario Español (MLE). En mayo de 1945 ocupa el cargo de Secretario General de la CNT durante su exilio en París después de enfrentarse al anterior Secretario General, Juan Manuel Molina Mateo. En esos años se produjo una escisión entre la facción ortodoxa y la facción posibilista, la última de las cuales estaba a favor de la colaboración con el gobierno republicano español en el exilio. Esgleas fue secretario general de la facción ortodoxa hasta 1947, y de nuevo fue secretario general entre 1952 y 1957. De 1958 a 1963 fue secretario general de la AIT. Más tarde, cuando las dos facciones de la CNT se reunieron, fue secretario general entre 1963 y 1967 y entre 1969 y 1973. Su nombramiento fue respondido por Cipriano Mera en 1964, quien lo acusó, entre otras cosas, de apropiación de caudales de la organización.Su opinión fue dominante dentro de la CNT durante la década de 1960, por lo que muchos de sus detractores le han acusado de inmovilismo. 

## Obra
Esgleas escribió varios folletos de contenido teórico anarquista, y colaboró en numerosas revistas escribiendo artículos que abogaban por el anarquismo sin programa, entre las publicaciones destacan:
- Cénit
- El combate sindicalista
- Espoir
- El luchador
- Luz y Fuerza
- La Revista Blanca
- Solidaridad
- Solidaridad obrera
- Tierra y libertad
- Vértice

También escribió algunos libros, entre los que destacan; 
- Sindicalismo: orientación doctrinal y táctica de los sindicatos obreros y la CNT (1935), [Barcelona. Ediciones de La Revista Blanca]

- Decíamos ayer. Verdades de todas horas (1940),  [Saint-Girons, Ediciones ideas]

- Verdades de Todas Horas (1975) [Toulouse.  Ediciones C.N.T.],

- Sindicalismo : Organización y funcionamiento de los Sindicatos y Federaciones Obreras. Consideraciones sobre problemas fundamentales. Barcelona.  Ediciones de La Revista Blanca, [19--]